# 查塔姆 (路易斯安那州)
查塔姆（英語：Chatham），是美国路易斯安那州下属的一座城市。根据2010年美国人口普查，该市有人口557人。建置上，属于“town”。